# Kino cyfrowe

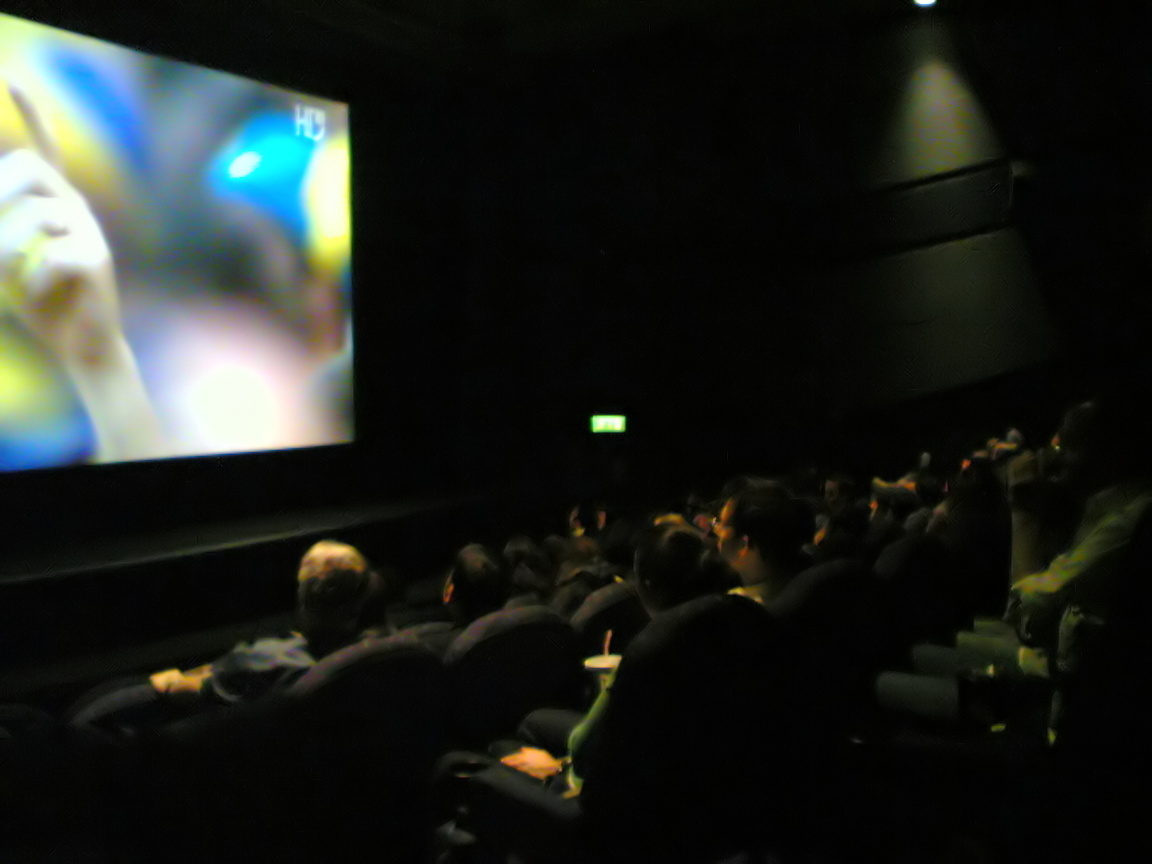
Kibice oglądający w kinie w technologii HDTV mecz angielskich piłkarzy. Transmisję nadaje stacja HD-1.

Kino cyfrowe (ang. digital cinema, d-cinema) – użycie technologii cyfrowej w celu dystrybucji i wyświetlania filmów w kinach. Filmy mogą być dostarczane do kin z użyciem twardych dysków, pojemnych nośników optycznych lub transmitowane przez satelitę i wyświetlane za pomocą cyfrowego projektora połączonego z serwerem. W tradycyjnym kinie film jest dystrybuowany na taśmie filmowej i wyświetlany za pomocą zwykłego projektora.
Na koniec 2007 roku na świecie było zainstalowanych 6456 zestawów kina cyfrowego (z czego 4650 w USA), roczny wzrost wyniósł 115 procent. Według analityków rynku kinowego w 2013 roku niemal połowa kin na świecie przekształci się w kina cyfrowe.
Kino cyfrowe stosunkowo łatwo można przystosować do wyświetlania filmów w technologii trójwymiarowej (kino cyfrowe 3D). Cyfryzacja kin doprowadziła też do popularyzacji kin 4D.
W tym artykule oznaczenie 2K oraz 4K oznaczają obraz o rozdzielczości poziomej odpowiednio 2048 na 1080 pikseli i 4096 na 2160 pikseli.

## Technologia
Organizacja Digital Cinema Initiatives (którą utworzyło w marcu 2002 roku siedem głównych studiów filmowych: The Walt Disney Company, 20th Century Fox, Metro-Goldwyn-Mayer, Paramount Pictures, Sony Pictures Entertainment, Universal Studios, Warner Bros. Pictures) opublikowała 20 lipca 2005 roku specyfikację kina cyfrowego w wersji 1.0, zawierającą szczegóły dotyczące systemów wyposażenia i projekcji w kinie oraz procesu przygotowania, kompresji, pakowania, transportu i bezpieczeństwa filmów. Po włączeniu kilkuset poprawek 7 marca 2008 roku wydana została wersja 1.2 standardu. W uzupełnieniu do specyfikacji DCI organizacja National Association of Theatre Owners (NATO) przygotowała dokument Digital Cinema System Requirements. Dokument ten opisuje między innymi użycie sieci czy automatyczne dostarczanie klucza.

### Format danych
Zgodnie ze specyfikacją DCI obraz jest kompresowany z użyciem standardu JPEG 2000 zawartego w normie ISO/IEC 15444–1 i wykorzystuje przestrzeń barw CIEXYZ. Dźwięk jest kodowany w formacie Broadcast Wave (24 bity, próbkowanie 48 kHz lub 96 kHz). Domyślnym zestawem znaków służącym do wyświetlania napisów jest ISO Latin-1, możliwe jest użycie różnych czcionek oraz pełnego zestawu znaków Unicode. Istnieje także możliwość dodania plików graficznych w formacie PNG przesłaniających oryginalny obraz całkowicie lub częściowo (kanał alfa), które można wykorzystać np. do tworzenia skomplikowanych graficznie podpisów i tytułów w obcym języku. Całość jest umieszczana w kontenerze multimedialnym DCP, zgodnym z MXF, z maksymalną wielkością strumienia danych 250 Mbit/s i kodowana szyfrem AES z kluczem o długości 128 bitów. Trzygodzinny film z maksymalnym bitrate (250Mbit/s) wraz z dźwiękiem, dodatkowymi reklamami o długości dwudziestu minut w tej samej rozdzielczości, napisami i trzema tysiącami plików PNG zajmuje 377,3 GB.

### Zabezpieczenia
Jednym z zabezpieczeń pozwalającym wykryć w którym kinie i o której godzinie została nagrana nielegalna kopia jest dodanie do obrazu i dźwięku generowanego w czasie rzeczywistym „znaku szczególnego”, składającego się z 35 bitów. Zawiera on 16-bitowy sygnał czasu odświeżany co piętnaście minut (zerowany co roku) i 19-bitową informację o lokalizacji (524 000 możliwości). Znak musi się znajdować w każdym pięciominutowym segmencie filmu. Musi być niewidoczny/niesłyszalny dla widza i zdolny do przetrwania po nagraniu kamerą z niskim bitrate, konwersji cyfrowo-analogowej, zmniejszeniu rozmiaru, przycinaniu, konwersji formatu itp.

### Wyświetlanie

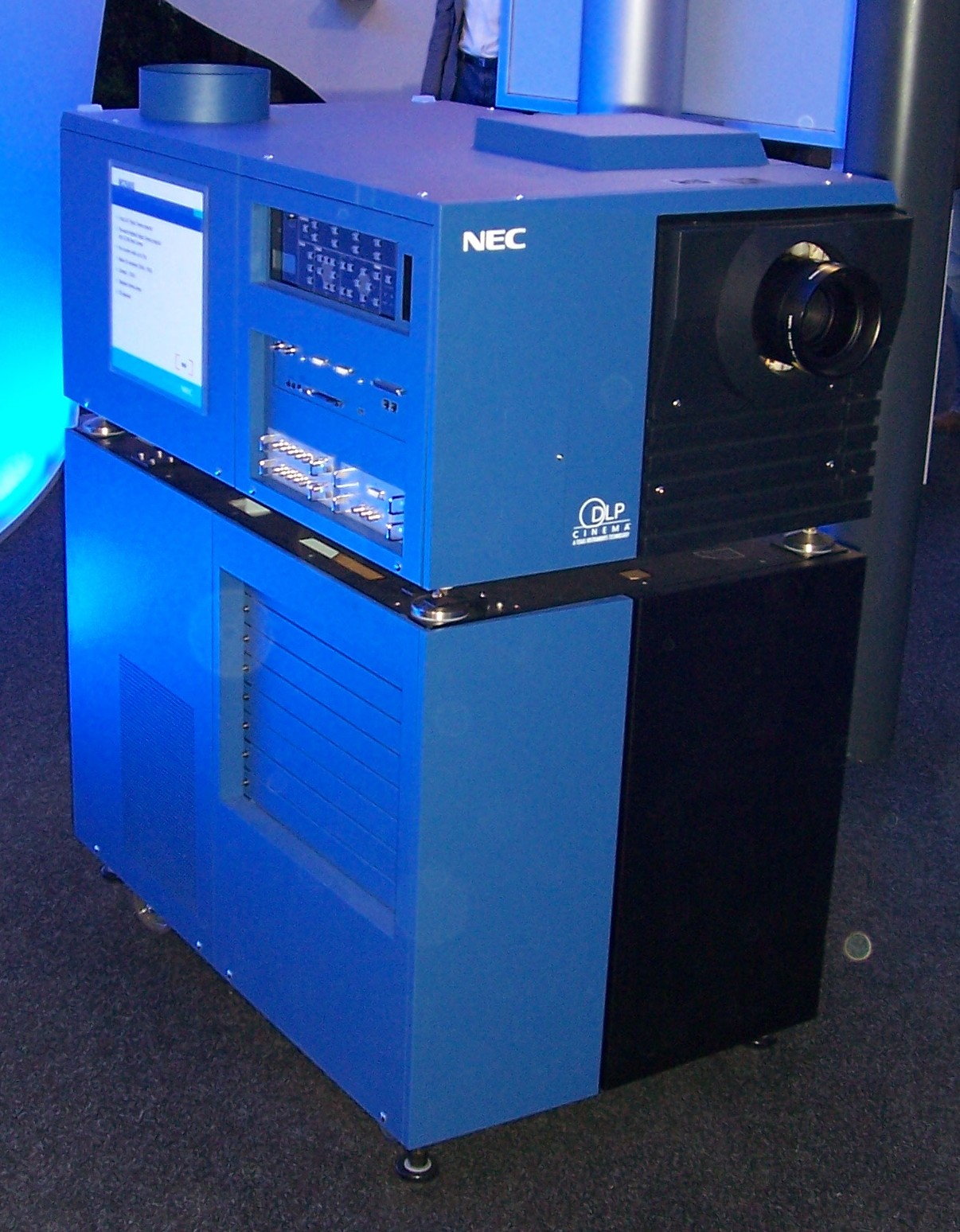
Kinowy projektor DLP firmy NEC

Specyfikacja DCI dotycząca cyfrowych projektorów określa trzy standardy wyświetlania: 2K (rozmiar obrazu 2048×1080 pikseli) z prędkością 24 klatek na sekundę, 4K (4096×2160) z prędkością 24 klatek na sekundę oraz 2K z prędkością 48 klatek na sekundę. Serwer z projektorem 2K wyświetla materiał 4K po zmniejszeniu rozdzielczości. Wiodącą techniką wyświetlania obrazu stosowaną w cyfrowych projektorach jest Digital Light Processing opracowana przez Texas Instruments, która wykorzystuje chipy wyposażone w miniaturowe ruchome lustra – DMD. Trzy firmy zakupiły licencję na wykorzystywanie DLP w swoich projektorach: Christie Digital Systems, Barco i NEC. Z DLP konkuruje technologia LCoS opracowywana przez Sony i JVC.

### Źródło materiału
W kinie cyfrowym mogą być wyświetlane zarówno filmy nakręcone na tradycyjnej taśmie filmowej 35 mm (które jednak wcześniej muszą zostać poddane procesowi digitalizacji, polegającemu na skanowaniu taśmy w odpowiedniej rozdzielczości 2K, 4K, 6K czy 8K), jak i nakręcone kamerami cyfrowymi. Po pojawieniu się kamer HD i później 2K niektórzy z operatorów i reżyserów zdecydowali się kręcić filmy z użyciem kamer cyfrowych, z pominięciem etapu analogowego (taśmy). W ten sposób swoje filmy zarejestrowali między innymi:
- Bryan Singer – Superman: Powrót, Mel Gibson – Apocalypto (kamera Panavision – Genesis)
- David Fincher – Zodiak, Michael Mann – Miami Vice (Thomson Grass Valley – Viper)
- George Lucas – Gwiezdne wojny: część III – Zemsta Sithów, Robert Altman – Ostatnia audycja, Robert Rodriguez – Sin City (Sony – 750/900/950 HDCAM)

Istnieją kamery cyfrowe rejestrujące obraz w rozdzielczości 6K RAW takie jak RED Epic, 5K RAW, takie jak RED Scarlet, 4K RAW, takie jak RED One, Blackmagic Production Camera, Sony PMW-F55, Canon EOS C500, Dalsa Origin. Coraz popularniejsze przy produkcji filmów niskobużdetowych stają się lustrzanki cyfrowe, które przy użyciu odpowiedniego oprogramowania i rekorderów potrafią rejestrować 2K RAW.

## Kino cyfrowe 3D
Główne systemy wyświetlania filmów 3D w kinach cyfrowych korzystające z jednego projektora to RealD Cinema, MasterImage, XpanD oraz Dolby 3D Digital Cinema. W przeciwieństwie do analogowych kin IMAX w tych technologiach, dzięki triple flash, można oglądać pełnometrażowe filmy całkowicie w trójwymiarze bez zmęczenia oczu i bólu głowy. Wszystkie techniki (zwłaszcza korzystające ze zwykłych ekranów XpanD i Dolby 3D) redukują ilość światła, jaka dociera do oka widza, co ogranicza maksymalną wielkość ekranu.

### RealD Cinema

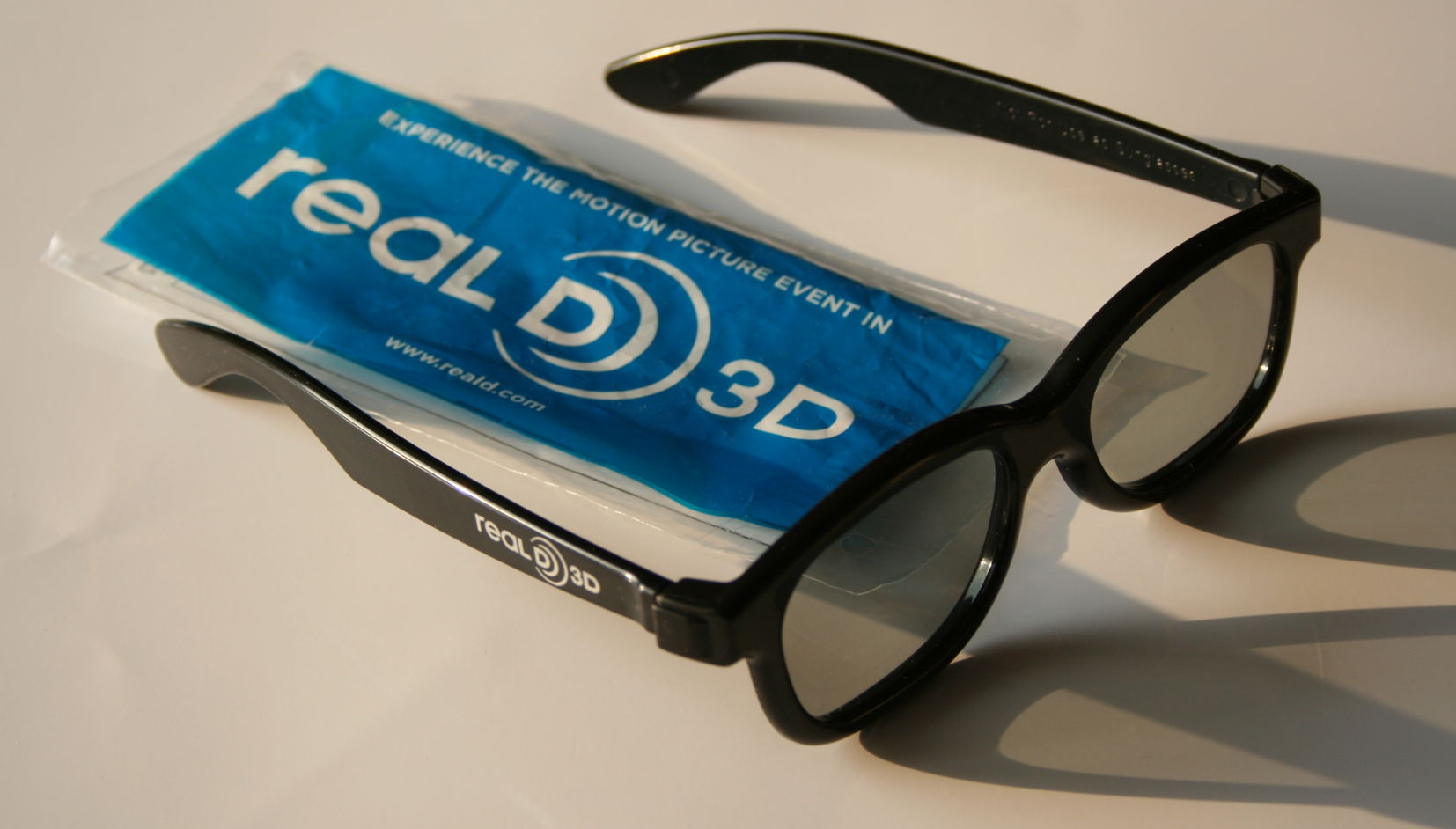
Okulary systemu RealD

Wykorzystuje sterowany elektronicznie polaryzator Z-screen oraz zjawisko polaryzacji kołowej. Pierwszym filmem wyświetlanym w tej technologii był Kurczak Mały w listopadzie 2005 roku. W listopadzie 2007 roku, gdy premierę miał Beowulf, firma RealD poinformowała o przekroczeniu liczby 1100 systemów zainstalowanych na świecie. Według szacunków w 2009 roku miała sięgnąć 4–5 tysięcy. W marcu 2011 roku firma poinformowała o 15000 zainstalowanych systemów na świecie

### MasterImage
Zasada działania jest identyczna jak dla systemu RealD. Wykorzystywane jest zjawisko polaryzacji kołowej, jednak zamiast polaryzatora elektronicznego stosuje się polaryzator pasywny w postaci wirującego koła złożonego z dwóch naprzemiennych połówek (jedna polaryzuje w lewo, druga w prawo). System ten również wymaga użycia srebrnego ekranu, co podnosi koszty instalacji oraz stwarza nieprzyjemne dla widza wrażenie silnej kierunkowości ekranu, tzw. hot spot. Okulary mogą być jedno-, lub wielorazowe.

### XpanD
Technologia opracowana przez amerykańską firmę NuVision. Wykorzystuje aktywne okulary ze szkłami wykonanymi z paneli ciekłokrystalicznych, które naprzemiennie są otwierane i zamykane, a więc przez krótką chwilę tylko jedno z oczu widzi obraz wyświetlany na ekranie. Okulary sterowane są sygnałem podczerwieni emitowanym z kabiny projekcyjnej i odbitym od ekranu. Ponieważ system nie wymaga ingerencji we wnętrzu projektora (emitery sygnału instalowane są przy okienkach projekcyjnych) przeniesienie systemu z sali na salę jest możliwe w 5 minut. Zmierzona przez firmę Harkness Screens skuteczność świetlna systemu wynosi około 18%, stąd konieczność używania ekranów o wyższym współczynniku odbicia.

### Dolby 3D Digital Cinema
Technologia została opracowana przez firmę Dolby Laboratories. Pierwszy pokaz filmu wyświetlanego w Dolby 3D Digital Cinema miał miejsce 19 października 2007 roku w kinie Point Cinema w Madison w USA. Pierwszy pokaz w Polsce odbył się już po miesiącu, 17 listopada 2007 roku w Multikinie Złote Tarasy w Warszawie. W czerwcu 2008 roku Dolby Laboratories poinformowało o zainstalowaniu 350 egzemplarzy systemu na całym świecie.
System ten nie wymaga specjalnych ekranów kinowych, może być zainstalowany wszędzie tam, gdzie znajduje się już projektor cyfrowy spełniający wymagania DCI, do którego domontowuje się kilka podzespołów. Opiera się na technologii „wavelength triplet” opracowanej przez niemiecką firmę Infitec. Filtr krążkowy wielkości płyty CD umieszczony wewnątrz cyfrowego projektora, obracając się z dużą prędkością (jednak w sposób zsynchronizowany z wyświetlaniem klatek - połowa krążka ZAWSZE wyświetla się synchronicznie z klatką przeznaczoną dla lewego oka, druga połowa odpowiednio zsynchronizowana jest z klatką przeznaczoną dla prawego oka) dzieli widzialne pasmo świetlne na „części”. Do lewego i prawego oka odpowiednio jest kierowane pasmo o nieco innym zakresie. Filtr może być automatycznie opuszczany i podnoszony, co pozwala w prosty sposób przełączać się między 3D a 2D w zależności od rodzaju projekcji. Na czas projekcji widzowie otrzymują okulary pasywne (nie wymagające zasilania) wielokrotnego użytku. Szkła składają się z 50 warstw, koszt produkcji okularów wynosi około 40 dolarów. Wadą systemu jest niewielka sprawność, około 12%, zmierzone w laboratorium firmy Harkness Screens, a więc konieczne jest używanie ekranów o bardzo wysokim współczynniku odbicia i dużej kierunkowości.

## Kino cyfrowe w Polsce
Pierwszym profesjonalnym wydarzeniem w Polsce poświęconym tematyce kina cyfrowego była konferencja Euro Cinema Forum, zorganizowana w Krakowie w grudniu 2006 roku przez Apollo Film, EU XXL, DozuZone Austria i Polski Instytut Sztuki Filmowej. Tomasz Maciejowski, wówczas prezes Apollo Film i dyrektor zarządzający Forum poinformował uczestników konferencji, że prowadzone przez jego firmę kino Kijów planuje wdrożenie technologii cyfrowej. Pierwsze projektory cyfrowe w Polsce pojawiły się jednak wcześniej w minipleksie Nove Kino Praha w Warszawie w dniu 14 czerwca 2007. W kinie „Kijów” w Krakowie projektor cyfrowy zainstalowano w listopadzie 2007 (był to drugi projekt kina cyfrowego w Polsce i pierwszy zrealizowany w kinie tradycyjnym). Wcześniej, 10 października 1981 otwarto w Warszawie pierwsze kino trójwymiarowe! W kinie "Oka" przy Marszałkowskiej 115, pokazywano przez kilkanaście lat pięć radzieckich produkcji 3D. Kino "Oka" mieściło się w nowo wybudowanym budynku Domu Przyjaźni Polsko-Radzieckiej i miało polskiej widowni przybliżać osiągnięcia radzieckiej myśli technicznej. Nad techniką trójwymiarową Rosjanie pracowali bowiem już od lat powojennych. Pierwszy film w trójwymiarze powstał w 1949 roku, natomiast od 1966 tworzone były filmy nowatorską rosyjską techniką Stereo 70. Właśnie na potrzeby wyświetlania tych filmów powstało w Warszawie kino "Oka".
W grudniu 2009 w kraju działało ponad 150 zestawów kina cyfrowego (lecz najczęściej tylko część z kilku sal w kinie była wyposażona w technologie cyfrowe) i liczba ta szybko rosła. Przykładowo Indiana Jones i Królestwo Kryształowej Czaszki, który miał polską premierę 22 maja 2008 roku prócz kopii analogowych był dystrybuowany również na 15 kopiach cyfrowych, które trafiły do kin w Warszawie (3), Łodzi (2), Rzeszowie (2), Bielsku-Białej, Gdańsku, Katowicach, Krakowie, Krośnie, Olsztynie, Szczecinie, Poznaniu i Wrocławiu. Epoka lodowcowa 3: Era dinozaurów, debiutująca 1 lipca 2009, była wyświetlana w formacie cyfrowym już w 70 kinach.
Niemal wszystkie zestawy kina cyfrowego w Polsce składają się z projektorów 2K, jeszcze do niedawna wyłącznie jedno kino dysponowało technologią 4K, był to Europlex należący do sieci Silver Screen, obecnie Multikino. Kino zostało jednak zamknięte, zaś projektor zdemontowany. Pierwszy w kraju publiczny pokaz filmów w rozdzielczości 4K (dostępne materiały filmowe pokazywane w Europlexie były materiałami 2K) miał miejsce podczas targów Media Expo 2009 w Poznaniu.
Prezes Stowarzyszenia Filmowców Polskich Jacek Bromski poinformował, że jesienią 2008 roku rozpocznie się realizacja Narodowego Programu Cyfryzacji Kin. Ma on na celu wyposażenie około 300 małych kin w Polsce w technologię cyfrową. Program zostanie oparty na modelu Virtual Print Fee (VPF – opłata od wirtualnej kopii), który jest modelem trójstronnym. Oprócz kina i dystrybutora jest jeszcze tzw. integrator rynku (będzie nim Fundacja Narodowego Programu Cyfryzacji). Integrator ma finansować wyposażanie kin w sprzęt do projekcji cyfrowej, odzyskując wpłacone środki poprzez (wynikające z oszczędności biorących się z rezygnacji z tłoczenia kosztownych kopii 35 mm na rzecz tańszych kopii cyfrowych) wpływy pochodzące od dystrybutorów lub powiązanych z nimi studiów filmowych.

### Kino cyfrowe 3D w Polsce
W grudniu 2009, kiedy premierę miał Avatar, w Polsce znajdowało się co najmniej 150 sal kinowych wyposażonych w technologię Dolby 3D Digital Cinema, w tym 80 w sieci Multikino, 50 w sieci Cinema City i 20 w sieci Helios. W technologię XpanD wyposażonych było 10 sal. Najpopularniejszy na świecie pod względem liczby instalacji system RealD nie jest dostępny w Polsce (dotyczy to ogólnodostępnych sal kinowych; w firmach zajmujących się produkcją materiałów 3D - RealD jest wykorzystywany).
W 2010 roku w czterech kinach IMAX w Polsce system wyświetlania został zmieniony z analogowego na cyfrowy. Jedynie w warszawskim kinie IMAX w dalszym ciągu filmy wyświetlane są z taśmy.

## Kino 4D
Kina do wyświetlania filmów w technologii 4D (często nazywane 5D) oprócz trójwymiaru dostarczają inne doznania takie jak ruch, zapach, dotyk. Za większość tych doznań odpowiada tzw. inteligentne krzesło (ang. Smart Seat). W Polsce jest kilkanaście takich kin: w Warszawie, Wrocławiu, Gdańsku, Poznaniu, Krakowie, Lublinie, Szczecinie, Płocku, Bielsku-Białej, Nowym Sączu, Malborku, Zatorze, Elblągu. Bydgoszczy i Łodzi.

## [1]Bibliografia
- (ang.) DCI Digital Cinema System Specification version 1.2
- (ang.) Matt Cowan RealD 3D Theatrical System
- (ang.) Jim Slater The Dolby solution to Digital 3D
- (ang.) Helmut Jorke, Markus Fritz Infitec – A new stereoscopic visualisation tool by wavelength multiplexing imaging

## Dostępne narzędzia
- (ang.) EasyDCP - licencjonowany enkoder DCP wspierający dystrybucję KDM
- (ang.) OpenDCP - dynamicznie rozwijany enkoder DCP oparty na wolnej licencji
- (ang.) YADE - enkoder kina cyfrowego (DCP), wspiera szyfrowanie i KDM
- (ang.) Prism - enkoder kina cyfrowego
- (ang.) Wolfgang Digital Cinema Tools - użyteczny zestaw skryptów